# Mario Missiroli (giornalista)
Mario Missiroli (Bologna, 25 novembre 1886 – Roma, 29 novembre 1974) è stato un giornalista, politologo e saggista italiano.
Fu direttore di quattro quotidiani: il Resto del Carlino, Il Secolo, Il Messaggero e il Corriere della Sera.

## Biografia
Nato a Bologna da una famiglia della piccola borghesia romagnola, rimase orfano del padre Giuseppe all'età di tre anni. Fu educato, insieme alla sorella Dina, dallo zio che riuscì a mandarlo avanti negli studi fino alle scuole superiori.

### Enfant prodige
Enfant prodige, Missiroli cominciò la carriera giornalistica a soli 15 anni mentre era ancora uno studente del liceo classico. Nel 1901, apparvero i suoi primi articoli su due settimanali politici e letterari di Bologna, Il Nuovo Don Chisciotte e Rinascenza. Nel 1904, fu presentato a Giosuè Carducci nella libreria di Cesare Zanichelli, luogo d'incontro per gli intellettuali bolognesi. Nel 1905 si iscrisse alla facoltà di Giurisprudenza dell'Università di Bologna, ma frequentò i corsi con scarsa regolarità. Durante gli anni universitari iniziò a scrivere per la Gazzetta dell'Emilia, quotidiano apprezzato dai conservatori bolognesi. Pubblicò anche su «Il Regno» di Enrico Corradini e «Leonardo» di Giovanni Papini e Giuseppe Prezzolini, note riviste letterarie, luogo di dibattito degli intellettuali. Come lettore, prediligeva le opere di Alfredo Oriani e del pensatore francese Georges Sorel: considerò entrambi come suoi maestri. Il 1º agosto 1909, a 23 anni, fu assunto dal maggiore quotidiano bolognese, il Resto del Carlino. Inizialmente si occupò dei rapporti economici tra proprietari terrieri e braccianti nel territorio emiliano, poi ottenne la responsabilità della pagina culturale.
La sua posizione pragmatica e l'indipendenza di giudizio gli accreditarono la simpatia di Giovanni Giolitti, che lo tenne sempre in forte considerazione. Nel 1911, in occasione di un congresso di filosofia a Bologna, conobbe Benedetto Croce, che lo aiutò a pubblicare presso l'editore Laterza il suo primo libro, Monarchia socialista, uscito nel 1913. Nel 1914, dopo i tragici fatti di Molinella pubblicò Satrapia in cui denunciava la tirannide delle organizzazioni sindacali socialiste sul bracciantato bolognese. Negli anni precedenti la prima guerra mondiale chiamò a collaborare alla pagina culturale del Carlino scrittori di diversi orientamenti storici, politici e letterari. La sua Terza pagina si caratterizzò per l'apertura al confronto di idee. Tra i collaboratori vi fu anche il già citato Georges Sorel, con il quale da alcuni anni Missiroli intrecciava una fitta corrispondenza. Proprio sulle pagine culturali del Carlino iniziò la polemica pubblica di Benedetto Croce contro l'attualismo di Giovanni Gentile, che avrebbe portato alla rottura tra i due filosofi.
Nel 1918 Missiroli si trasferì da Bologna a Roma insieme al direttore del Carlino, Filippo Naldi, il quale aveva fondato nella capitale, Il Tempo. Affiancò Naldi come condirettore: per la prima volta assumeva un incarico dirigenziale. Il giornale veniva lanciato con un progetto ambizioso: fare da contraltare al milanese Corriere della Sera. Ma le cose non andarono come sperato, per cui, dopo una breve esperienza Missiroli ritornò a Bologna. Naldi, che rimase a Roma a guidare il Tempo, gli cedette la direzione del Resto del Carlino (1919). Sul quotidiano bolognese Missiroli adottò una linea di dissenso verso il nascente movimento mussoliniano, e di appoggio al primo governo di Francesco Saverio Nitti e ai socialisti. Per tutta risposta, Mussolini lo prese di mira: dopo nemmeno due anni Missiroli fu costretto a lasciare la direzione del Carlino.

### Direttore deIl Secoloe seguiti nel Ventennio
Nel 1921, a 35 anni, conseguì a Bologna l'agognata laurea in filosofia, che non era riuscito ad ottenere da giovane. In settembre accettò la direzione del Secolo di Milano. Continuò la sua linea anti-mussoliniana: fece pubblicare una serie di articoli che indagavano a fondo sul movimento fascista e sulle sue le radici profonde. In un suo articolo, Missiroli definì i fascisti «schiavisti agrari», provocando una vasta eco sulla stampa nazionale e causando la reazione risentita di Benito Mussolini, che lo apostrofò sul Popolo d'Italia: «Perfido gesuita e solennissimo vigliacco». Per lavare l'offesa, Missiroli sfidò il fondatore del fascismo a duello. In un prato dalle parti di San Siro, il 13 maggio 1922 i due si affrontarono a colpi di spada. Dopo ben sei assalti non risolutivi, al settimo Missiroli fu ferito ad una mano e lo scontro fu sospeso, senza che i due contendenti si riappacificassero.
In ottobre i fascisti presero il potere a Roma. Da allora la direzione di Missiroli al Secolo ebbe i giorni contati. Infatti, nel luglio 1923 fu cacciato dalla corrente filofascista in seno al giornale. Nello stesso anno conobbe Regina Avanzini, di dieci anni più giovane. Si innamorò di lei e la sposò. Dall'unione nacque una figlia, Giuseppina. Nel 1924 Missiroli fu chiamato da Alfredo Frassati a dirigere la redazione romana della Stampa. Sul quotidiano torinese ebbe la sua rivincita su Mussolini. In pieno scandalo Matteotti pubblicò due articoli rimasti famosi: Atto di accusa (apparso sul quotidiano torinese il 28 dicembre 1924) e Chiamata di correo (apparso sul quotidiano Il Mondo di Giovanni Amendola il 30 dicembre) in cui attaccò senza mezze misure Mussolini:
(G. Afeltra, op. cit., pag. 21.)
La reazione di Mussolini non tardò. Ne ottenne il licenziamento dalla Stampa, poi l'espulsione dal sindacato dei giornalisti. Missiroli, tagliato fuori dal suo ambiente, trovò molta difficoltà nel continuare a lavorare. Passò dure stagioni collaborando saltuariamente a varie testate giornalistiche, traendo però inaspettatamente giovamento da una vecchia amicizia con Leandro Arpinati, federale di Bologna, che lo protesse riconciliandolo col fascismo. Nel 1926 Arpinati fece sì che Missiroli ottenesse la tessera del Partito Nazionale Fascista. Tornò così a fare il giornalista senza, tuttavia, poter firmare i suoi articoli e utilizzando lo pseudonimo di "Spectator". Nel 1930 si fece il suo nome per la nuova direzione del Resto del Carlino, ma Mussolini in persona bloccò la nomina. Il capo del governo, in pratica, impedì a Missiroli di lavorare nella sua città natale: il giornalista fu costretto a rimanere a Roma fino alla caduta del regime.
Grazie ai rapporti instaurati all'epoca della direzione del «Secolo XIX» con l'industriale Pio Perrone, proprietario della testata genovese e del «Messaggero» di Roma, esercitò di fatto la direzione del quotidiano romano, nominalmente diretto da Francesco Malgeri dal 1932. Oltre a dirigere, sul «Messaggero» teneva una rubrica, "Opinioni" (due colonne di apertura nella seconda pagina). Si deve anche a Missiroli se, durante il regime, la linea del «Messaggero» non raggiunse mai gli eccessi di servilismo di altre testate. Riabilitato, nel 1937 e 1938 poté firmare i propri articoli sul settimanale «Omnibus» diretto da Leo Longanesi. Appoggiò anche la politica razziale del regime (ricevendo così sovvenzioni dal Minculpop) e commentò favorevolmente l'avvicinamento dell'Italia alla Germania nazista, su cui scrisse un libro elogiativo: Dieci anni di Nazionalsocialismo, firmato con lo pseudonimo Giulio Cesare Baravelli.
Dopo la caduta di Mussolini e l'armistizio, Missiroli rimase a Roma, dove si occupò di salvare dalla deportazione e dal carcere i giornalisti che sapeva potevano essere in pericolo di vita. L'impegno con la Resistenza romana riscattò gli anni della collaborazione col regime. Missiroli, infatti, riuscì a salvare molti giornalisti dalla cattura: Virgilio Lilli, Paolo Monelli, Silvio D'Amico, Tomaso Smith, Ercole Patti, Achille Benedetti e Achille Saitta. Proprio per questa sua umanità meritò l'«Encomio solenne sul campo con medaglia d'oro» conferitogli dal Comando civile e militare di Roma.

### DalMessaggeroalCorriere della Sera

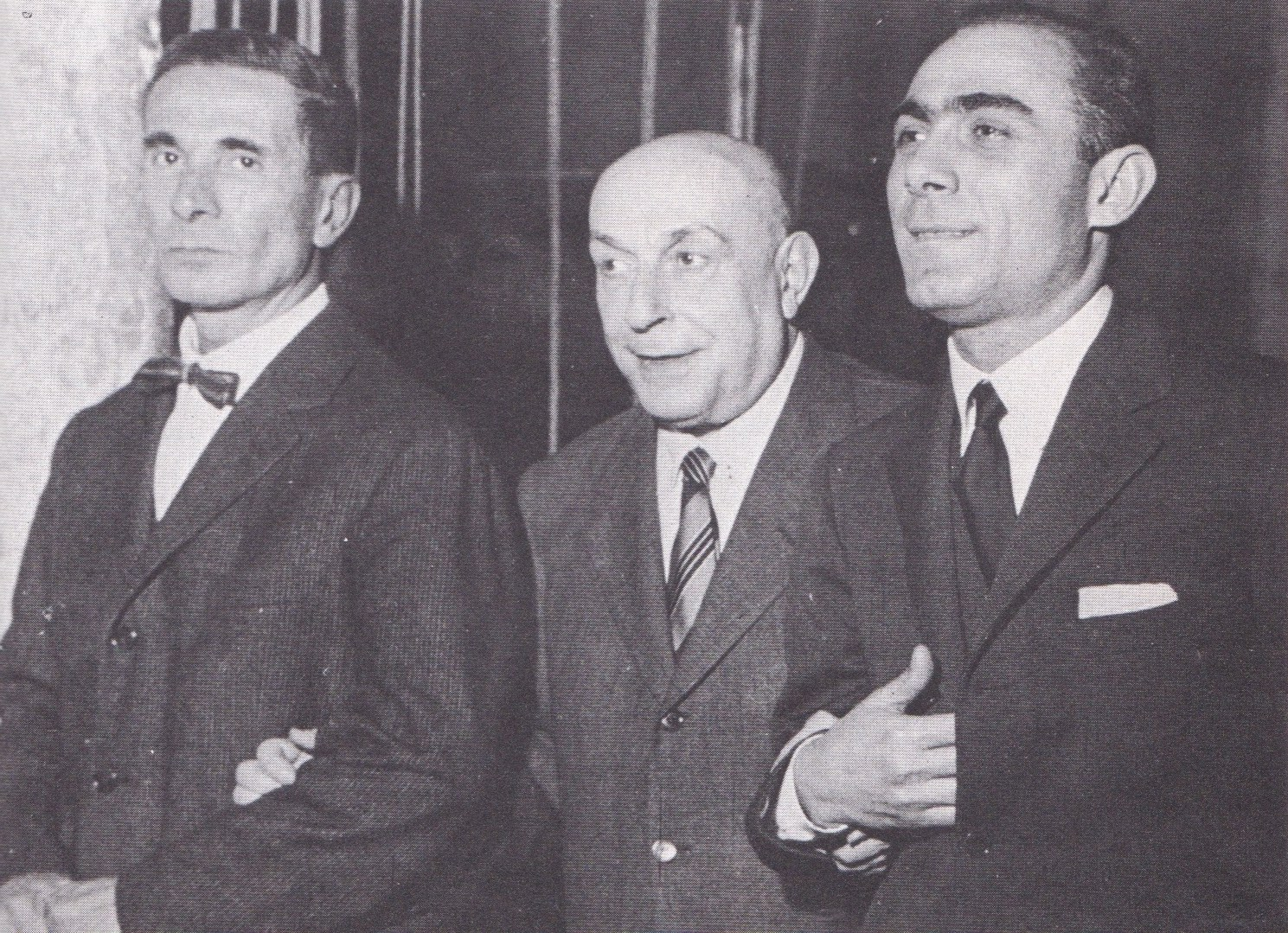
Mario Missiroli direttore del Corriere della Sera tra Dino Buzzati (a sinistra) e Gaetano Afeltra (a destra).

Passata la guerra, nel 1946 Missiroli guidò il maggiore quotidiano romano, Il Messaggero (questa volta ufficialmente), diventando uno dei più ascoltati consiglieri degli uomini di governo. Frequentò a Napoli, fino alla fine degli anni '50, il primo presidente della Repubblica italiana Enrico De Nicola, di cui fu amico. Dal 1952 al 1961 fu chiamato a dirigere il Corriere della Sera. La famiglia Crespi, proprietaria del maggiore quotidiano italiano, gli chiese di portare il giornale su una linea il più equidistante possibile dai partiti politici. Cosa che Missiroli fece. Quando la moglie di Aldo Crespi, Giuseppina, inconsapevole che la linea del Corriere era improntata alla cautela spinta fino all'eccesso, gli suggerì discretamente di apporre dei correttivi, anche nella linea politica, Missiroli, che era dotato di uno humor fine, rispose: "Certo, sarebbe bello. Ma per scrivere certe cose mi ci vorrebbe un giornale…".
Sul fronte interno, consapevole di disporre di un organico di giornalisti di altissimo livello, adottò una strategia equanime, tesa a valorizzare ciascuno. In questo si avvalse della stretta collaborazione del caporedattore centrale Gaetano Afeltra, che durante la direzione missiroliana fu - nei fatti - il vero motore del Corriere. Nel 1961 Missiroli apprese della sua imminente sostituzione al Corriere direttamente dal senatore Mario Crespi che, indebolito dalla malattia, si lasciò sfuggire una gaffe («Mi hanno detto che verrà un nuovo direttore...») ad una festa di ricevimento cui lo stesso Missiroli era stato invitato. Venne licenziato a poche settimane dalla scadenza del contratto, prevista per il 15 settembre 1961. Il rapporto tra Missiroli e Milano fu difficile: nei dieci anni passati nel capoluogo lombardo, infatti, non comprò mai casa, preferendo alloggiare, con la moglie, sempre in albergo (il «Grand Hotel et de Milan»).
Ceduta la direzione, Missiroli tornò a Roma al Messaggero; riprese la rubrica di terza pagina "Calendario", che aveva tenuto durante la sua precedente direzione. Scrisse anche su Epoca e su altri periodici.
Nel 1962 fu eletto presidente della FNSI, il sindacato dei giornalisti italiani. Lasciò la carica nel 1970. Anche durante il mandato continuò l'attività di scrittore, inoltre ripubblicò con nuove prefazioni alcuni vecchi libri, come Monarchia socialista e gli scritti su Sorel e Pareto.
Morì la notte del 29 novembre 1974 a Roma. Undici giorni dopo fu seguito dalla moglie.

## Opere
Missiroli scriveva sempre a mano, usando la penna a cannuccia e il calamaio. Soltanto nei suoi ultimi anni iniziò ad usare la penna a sfera (biro). Quando doveva scrivere il suo articolo di fondo per il Corriere rispettava un vero e proprio cerimoniale: "preparava il tavolo ben sgombro, pulendolo con una spazzola speciale. Disponeva i sigari, il whisky e ogni mezz'ora ordinava un caffè. Scriveva con la biro su semplice carta da giornale, a caratteri larghi, poche righe per foglio: un articolo, così, occupava sedici-diciassette cartelle".
- Critica negativa, Bologna: Stabilimento Poligrafico Emiliano, 1912
- Monarchia socialista[24], Bari: Laterza, 1913 (fu Benedetto Croce a presentare Missiroli all'editore barese)
- Satrapia, Bologna: Zanichelli, 1914
- Il Papa in guerra, prefazione di Georges Eugène Sorel, Bologna: Zanichelli, 1915
- La Repubblica degli accattoni, Bologna: Zanichelli, 1916
- Polemica liberale, Bologna: Zanichelli, 1919 (raccolta degli articoli scritti da Missiroli tra il febbraio 1919 e il maggio 1923)
- Opinioni, Firenze: La Voce, 1921
- Il fascismo e la crisi italiana, Bologna: Cappelli, 1921
- Una battaglia perduta, Milano: Corbaccio, 1924
- Il colpo di stato, Torino: Piero Gobetti, 1924
- La giustizia sociale nella politica monetaria di Mussolini, Bologna: Apollo, 1928
- Amore e fame, Roma: La voce, 1928
- Date a Cesare: la politica religiosa di Mussolini con documenti inediti, Roma: Libreria del littorio, 1929
- L'Italia d'oggi, Bologna: Zanichelli, 1932
- Studi sul fascismo, Bologna: Zanichelli, 1934
- Cosa deve l'Italia a Mussolini, Roma: Edizioni di Novissima, 1936-1937 (versione digitalizzata)
- Italia e Africa: la gravitazione dell'Italia nel Mediterraneo, Roma: Istituto fascista dell'Africa italiana, (dopo il 1936)
- Mussolini: una visione della vita, Roma: Società editrice di Novissima, 1937
- Da Tunisi a Versailles, Roma: Edizioni di Novissima, 1937-1938
- La politica estera di Mussolini dalla marcia su Roma al convegno di Monaco 1922-1938, Milano: Istituto per gli Studi di Politica Internazionale (ISPI), 1939
- Italia e Germania nelle relazioni culturali, Roma: Stab. Tip. F. Canella, 1941
- Cosa deve l'Italia a Mussolini, Roma: Soc. Editrice di Novissima, 1941
- Una leggenda. L'amicizia inglese, Roma: Documento editore, 1942
- Il fascismo e il colpo di stato dell'ottobre 1922, Bologna: Cappelli, 1966
- Giustizia e carità nell'enciclica di Paolo VI, Roma: Libreria Frattina editrice, 1967
- Il Concordato visto da un liberale, Roma: Frattina, 1968
- Come si distrugge una borghesia: salviamo le classi medie, Roma: Libreria Frattina, 1968
- Gente di conoscenza, Milano-Napoli: R. Ricciardi, 1972 (in esso tre capitoli sono dedicati a Benedetto Croce)
- Romanità e Germanesimo, Stabilimento Grafico Tiberino S.A.Roma, senza data